# Torfowiec magellański
Torfowiec magellański (Sphagnum magellanicum Brid.) – gatunek mchu z rodziny torfowcowatych. Występuje w Europie, Chinach, Indiach, Indonezji, Rosji (Syberia), Ameryce Północnej, Środkowej i Południowej oraz w Afryce. Dość pospolity na terenie Polski.

## Morfologia

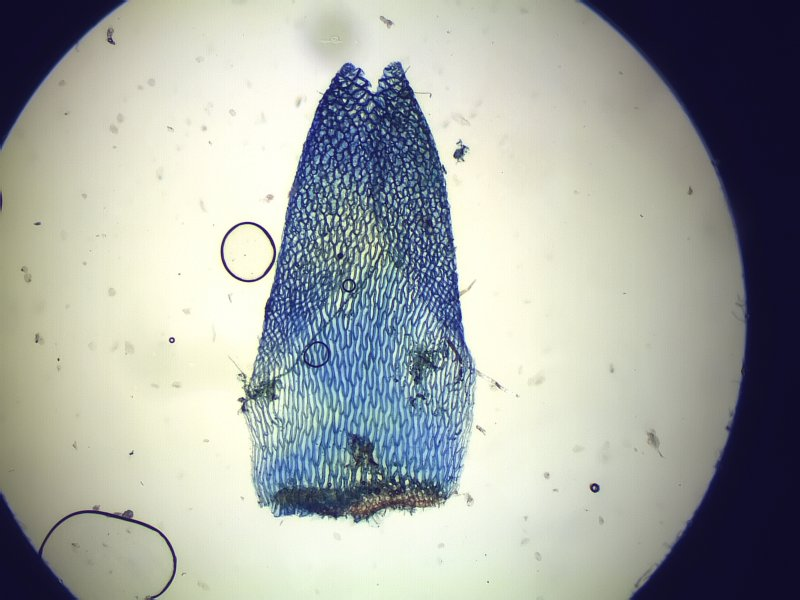
Liść łodyżkowy

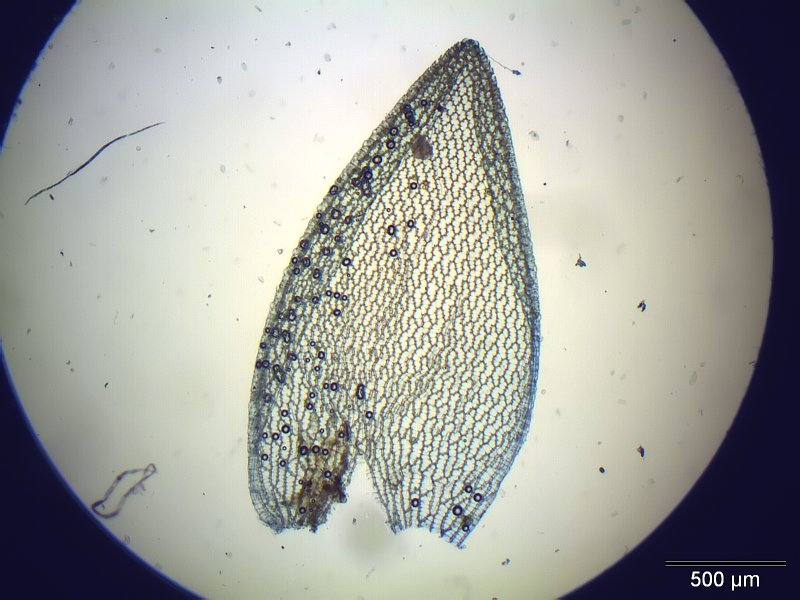
Liść gałązkowy

Mech o łodyżce dorastającej do 20 cm, niekiedy rozgałęzionej, zazwyczaj o czerwonym zabarwieniu. Posiada średniej wielkości główki, średnicy 10–15 mm, w różnych odcieniach czerwieni i fioletu. Liście łodyżkowe łopatkowate lub języczkowate, prawie płaskie, długości do 2 mm i szerokości 0,5–1 mm. Liście gałązkowe okrągławe do łódeczkowatych, tępe, długości do 2 mm i szerokości ok. 1 mm, z licznymi okrągłymi porami. Puszki tworzą się bardzo rzadko.

## Ekologia i biologia
- Występuje głównie na torfowiskach wysokich na szczytach kępek, których jest podstawowym składnikiem, niekiedy także na mokrych wrzosowiskach atlantyckich.
- W klasyfikacji zbiorowisk roślinnych gatunek charakterystyczny dla rzędu Sphagnetalia magellanici[5].
- Zarodnikowanie w warunkach Polski odbywa się w lipcu i sierpniu.

## Zagrożenia i ochrona
Gatunek jest objęty w Polsce ochroną od 2001 roku. W latach 2001–2004 podlegał ochronie częściowej, w latach 2004–2014 ochronie ścisłej, a od 2014 roku ponownie objęty jest ochroną częściową, na podstawie Rozporządzenia Ministra Środowiska z dnia 9 października 2014 r. w sprawie ochrony gatunkowej roślin.